# Trolltrumma (förlag)
Trolltrumma är ett svenskt filmproduktionsbolag och bokförlag. Trolltrumma grundades 2001 i Stockholm och påbörjade förlagsverksamheten först 2012 i Växjö. Sedan 2018 ges akademiska titlar ut genom förlagsgrenen Trolltrumma Academia.

## Utgivning

### Skönlitteratur
- 2012 – Knut Nordström: Sagoberättaren (roman)
- 2012 – Lars Amund Vaage: Rubato (roman, översättning Peter Törnqvist)
- 2012 – Jörgen Salmose: Rendezvous i Hagstad och andra rapsoider 1937–1952 (noveller)
- 2013 – Lars Amund Vaage: Sjunga (roman, översättning Peter Törnqvist)
- 2014 – Lars Amund Vaage: Utanför institutionen (dikter, översättning Stewe Claeson)
- 2014 – Jörgen Salmose: Pilion – Drömmen om Julia (roman)
- 2014 – F. Scott Fitzgerald: Alla sorgsna unga män (noveller, översättning Niklas Salmose)
- 2015 – Jörgen Salmose: Ön utan namn (roman)
- 2015 – Anna Åhman: När en trollkarl dör (roman)
- 2016 – kånkalång (antologi)
- 2016 – Thanasis Valtinos: Brådskande behov av misskund (noveller, översättning Michael Economou, Peter Luthersson och Vasilis Papageorgiou)
- 2017 – Michel Delville och Elisabeth Waltregny: ALI E T O LO SS (fotopoesi)
- 2017 – Mariam Naraghi: Bild som händer (poesi)
- 2018 – Knut Nordström: Hotell helvetet (roman)
- 2018 – Carl Frode Tiller: Bipersoner (roman, översättning Solveig Halvorsen Kåven och Gustaf Berglund)
- 2018 – Pelle Olsson: Hjärtbyte (noveller)
- 2019 – Apropå Eric M. – En antologi om Eric M. Nilssons filmer (essäer och intervjuer, redaktörer Andreas Holmström och Niklas Salmose)
- 2023 – Hasse & Tages filmer – en riktigt viktig liten bok (essäer och intervjuer, redaktörer Andreas Holmström, Niklas Salmose och Peter Törnqvist)

### Sakprosa
- 2016 – Magnus Eriksson: Porträtt: Essäer om diktare och musiker
- 2016 – Den befriade människan: Pär Lagerkvist-samfundets årsskrift 2016 (essäer)
- 2017 – Pär Lagerkvists landskap: Pär Lagerkvist-samfundets årsskrift 2017 (essäer)
- 2017 – Magnus Eriksson: Förvrängningar: Essäer om litteratur, musik och det andra
- 2017 – Erol Özkoray och Nurten Özkoray: Fenomenet Gezi: Individualism och demokrati (reportage, översättning Nybat Johanzon)

### Trolltrumma Academia
- 2018 – Once Upon a Time: Nostalgic Narratives in Transition (red. Niklas Salmose och Eric Sandberg)